# سوق المزارعين (سوق إلكتروني)
متجر المزارعين أو سوق المزارعين (بالإنجليزية: The Farmer's Market) أو ما يعرف سابقًا بـ (Adamflowers)، كان موقع في سوق الشبكة المظلمة يعمل على شبكة تور عام 2010. تم إغلاقه في نيسان / أبريل 2012 وتم اعتقال العديد من المشغلين والمستخدمين للموقع بعد تحقيقات استمرت لمدة عامين بقيادة إدارة مكافحة المخدرات الأمريكية بعملية أسمتها (Adam Bomb).

## سوق المخدرات
تم إطلاق الموقع في عام 2006 باسم (Adamflowers)  كموقع وسيط يربط بين البائع والمشتري للمخدرات والمواد الغير مشروعة من خلال استخدام خدمة هوشميل لتشفير رسائل البريد الإلكتروني. انتقل بعد ذلك في عام 2010 إلى نطاق نطاق أنيون على شبكة تور، وتم تغيير اسم الموقع إلى سوق المزارعين (The Farmer's Market)، وتوسعت خدماته بشكل كبير وأصبح الموقع ليس مكانًا لعقد صفقات البيع والشراء فحسب بل بدأ يوفّر خدمة للعملاء حيث أصبح يشابه ميزات مواقع التجارة الإلكترونية العادية من ناحية الشحن وغيره. وصفه آرس تكنيكا بأنه «أمازون مستهلكين المواد الخاضعة للرقابة.»
يقدر أن 3000 شخص في الولايات الأمريكية و 34 في دول أخرى قاموا بعملية تداول في الموقع، ووفقا لتقديرات مكافحة المخدرات، فإن الموقع أتم صفقات بقيمة مليون دولار تقريباً بين عامي 2007 و 2009، وفي عام 2011 جنى المالكون 261,000 دولار من خلال خدمة باي بال وحدها. الموقع يوفّر عدة طرق للدفع، من ذلك الدفع النقدي، باي بال، ويسترن يونيون. ولتضليل مسار عملية الدفع بين البائع والمشتري يوجد طرف ثالث بينهما يسمى «مستقبل النقود» أو "cash drops" بحيث يأخذ رسوم بسيطة مقابل إستقبال المبلغ من المشتري وإعادة إرساله إلى البائع بالتحويل إلى واحد من الحسابات المصرفية المتعددة أو عبر عناوين بريدية في بنما وغيرها. من أنواع المخدرات التي تباع في الموقع ثنائي إيثيل أميد حمض الليسرجيك، إكستاسي، مسكالين، فينتانيل، كيتامين، ثنائي مثيل التربتامين، الحشيش والماريجوانا.

## عملية قنبلة آدم
على مدى عامين قامت مكافحة المخدرات بالتحقيق عن موقع سوق المزارعين في الولايات المتحدة الدولة والسلطات الدولية في هولندا، كولومبيا، واسكتلندا.التحقيقات استخداموا الاسم العسكري «عملية قنبلة آدم» بعد الاسم الأصلي للموقع (Adamflowers).
في بيان عام اوضحت مكافحة المخدرات انها استطاعت ان تتسلل للموقع بنجاح عبر شراء كمية كبيرة من حبوب LSD. قرار الاتهام الأدلة الواردة في شكل مئات من التجريم رسائل البريد الإلكتروني من 2006-2010، واحدة منها تضمنت التعليقات التي وصفت الهوشميل الخدمة قد تم استخدام لإرسال رسائل البريد الإلكتروني في لائحة الاتهام «مشفر وآمن طريقة التواصل [الذي] لا تنتج رسائل البريد الإلكتروني إلى موظفي إنفاذ القانون.» على الرغم من الهوشميل تواطؤ مع الشرطة ليست صريحة في لائحة الاتهام، السلكية، فوربس، تور بلوق متصل اقترح سيكون من المرجح نظرا السابقة مخاوف الخصوصية عن الموقع. الشرطي السري الذي كان قد تم شراؤها LSD كان طرفا في العديد من تضمين رسائل البريد الإلكتروني. لائحة الاتهام أيضا إلى التعاون من قبل الولايات المتحدة الخدمة البريدية وشملت كدليل خاصة أن المتهمين قد تلقى المظاريف في صندوق البريد.
The investigation culminated in the April 2012 arrest of eight individuals connected to the site. The law enforcement agency's 66-page, 12-count indictment named lead defendant Marc Willems of the Netherlands and Michael Evron of the United States as the two who functioned as "organizer, supervisor, and manager" of the site. The two were charged with "participating in a continuing criminal enterprise," five of the men were charged with distributing LSD in particular, and all eight with money laundering and conspiracy to distribute controlled substances. Seven other arrests were made of unnamed individuals, likely site users.
By the end of 2014, seven of the eight people indicted had entered guilty pleas. The eighth died before the trial began. In September 2014, Willems pleaded guilty to drug trafficking and money laundering charges, and was given a 10-year prison sentence that December.